# 小行星4766
小行星4766（英語：4766 Malin）是一颗围绕太阳公转的小行星。1987年3月28日，埃莉諾·赫琳在帕洛马山发现了此天体。
这颗小行星的绝对星等为358.09840等。